# マッシモ・アゴスティーニ
マッシモ・アゴスティーニ（イタリア語: Massimo Agostini、1964年1月20日 - ）は、イタリアの元サッカー選手、元ビーチサッカー選手、現サッカー指導者。元ビーチサッカーイタリア代表。選手時代のポジションはFW。

## クラブ歴
ACチェゼーナの下部組織出身で、1983年に選手となった。1986年にASローマに移籍したが出場機会を得られず、1988年にチェゼーナに復帰、2シーズン連続でセリエA二桁ゴールを挙げる活躍を見せるも、ビチーニ監督が代表チームに召集することは無かったが、この活躍から1990年にACミランとジョヴァンニ・トラパットーニが獲得を熱望したインテルからオファーが届いた。1989年12月にミランと既に口頭合意していたことから、ミランへ移籍した。リーグ開幕節のジェノア戦に途中出場、ファーストタッチで決勝ゴールを決めるデビューを飾った。インターコンチネンタルカップとUEFAスーパーカップの二冠を達成するも、余り出場機会を得られなかった。
1991年にパルマACに移籍したが、スカラ監督との関係がうまくいかず、途中出場することが多かった。翌年にアタランタへのレンタル移籍が決定的であったが、最終的にレンタルでUSアンコーナ1905に移籍した。個人としては33試合で12得点を決めたが、クラブは1年で降格した。しかし翌年に自身はセリエB得点王に輝いた。1994年にパルマが2シーズンの契約延長をしたが、チームはマルコ・ブランカを獲得したこともあり、1994-95シーズン開幕直前にSSCナポリに2年契約＋1年の契約延長オプションで移籍した。このシーズン、リーグ戦9得点を挙げ、チームは7位に入った。しかし、1995-96シーズン、怪我を抱えながらのプレーを強いられ、4ゴールを挙げるに留まり、シーズン終了後、チェゼーナに再復帰した。
1999年にラヴェンナFCに移籍すると、下部リーグのクラブを渡り歩いた。2005年にはカンピオナート・サンマリネーゼのSSムラタに移籍し、ここでサッカー選手を引退した。ムラタ在籍時代にはビーチサッカー選手としてもプレーしており、イタリア代表として活躍した。

## 指導歴
ビーチサッカーイタリア代表監督として指導者の道を歩み始め、サッカー選手引退後はSSムラタの監督に就任した。ムラタでは初年度にリーグとカップを両方制した。その功績からU-21サンマリノ代表の監督も兼任した
。